# L'Étoile (tarot)
Pour les articles homonymes, voir L'Étoile.
 (mai 2021).
Si vous disposez d'ouvrages ou d'articles de référence ou si vous connaissez des sites web de qualité traitant du thème abordé ici, merci de compléter l'article en donnant les références utiles à sa vérifiabilité et en les liant à la section « Notes et références ».

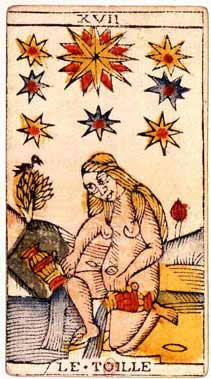
Le numéro 17, l'Étoile, du jeu de Jean Dodal (début XVIIIe siècle)

L'Étoile est la dix-septième carte (ou arcane) du tarot de Marseille.

## Description et symbolisme
L'espoir est le maître mot qui symbolise cette carte. Comme l'étoile du berger, elle guide vers un avenir meilleur. C'est une carte constructive si elle est bien vécue, mais attention aux illusions… Cette carte seule ne peut se révéler, elle doit être accompagnée d'une autre qui précise sa réalité. L'étoile n'est pas un aboutissement, juste un passage qui ne souffre pas la stagnation.
« L'étoile, de par sa structure, symbolise le triangle d'air : verseau-balance-gémeaux. Elle est la phase dans le tarot où l'adepte atteint le niveau de la science des correspondances notamment en astrologie. La lettre hébreue [sic] relative est le phé, organe de la parole dans son sens magistral. C'est la Madeleine du Christ. La Source, l'eau régénératrice de la purification, la connaissance évolutive et généreuse qui ne s'englue pas dans l'encyclopédie purement formelle et descriptive, c'est l'eau-vive. » 

## Dans la littérature
Arcane 17 est le titre d'un essai d'André Breton.